# Walt Richmond
Walter Forbes Richmond (geboren am 6. Dezember 1922 in Memphis, Tennessee; gestorben am 14. April 1977 in Merritt Island, Florida) war ein amerikanischer Science-Fiction-Autor, der ausschließlich in Kollaboration mit seiner Frau Leigh Richmond arbeitete.

## Leben
Richmond studierte Physik und war verheiratet mit Leigh Tucker, mit der er einen Sohn hatte. Seine Frau hatte zwei Kinder aus erster Ehe. Richmond war zusammen mit seiner Frau Leiter der von den beiden gegründeten Centric Foundation in Merritt Island, Florida, die sich mit der Anwendung unkonventionellen Denkens auf die Grundlagen der Physik und der Naturwissenschaften allgemein befasste, insbesondere in Erziehung und Studium. Trotz des Namens scheint die Centric Foundation eher randständige Positionen innerhalb der Grundlagenphysik vertreten zu haben.
Den Zielen der Centric Foundation, nämlich Offenheit für unkonventionelle Ideen und den Glauben an das technische Wunder schlechthin zu fördern, war auch die Science-Fiction des Ehepaars verpflichtet. Geniale Helden voller genialer Ideen sind damit beschäftigt, die Grenzen des Wissens zu erweitern und den menschlichen Geist auf neue Stufen zu heben. So entwickeln in Probability Corner (1977) und Phase Two (1980) Kinder übermenschliche Kräfte oder es werden in The Lost Millennium (1967, deutsch als Das verschollene Jahrtausend) fortgeschrittene Solartechnologien von vorgeschichtlichen Supermenschen erfunden. Stephen H. Goldman urteilte:
„Obwohl viele der Erfindungen den Glauben auch des hartgesottensten Science-Fiction-Fans auf die Probe stellen, tun diese Romane doch das, was Science-Fiction in erster Linie soll, nämlich den Sinn für das Wunderbare und Erstaunliche im Leser zu wecken.“ Und Karen G. Way beklagt, dass der Eifer und die Entschlossenheit der Richmondschen Amateurbastler, die mit ein paar Drähten und Spulen im Keller mal eben einen Materietransmitter bauen, zu einer Unschuld der Science-Fiction gehören, die für immer verloren ist.

## Bibliografie
Alle Titel sind Kollaborationen mit Leigh Richmond.
Romane
- Where I Wasn’t Going (1963, auch als Challenge the Hellmaker, 1976)
- Shock Wave (1967)
  - Deutsch: Schockwelle im Kosmos. Moewig (Terra Nova #49), 1969.
- The Lost Millennium (1967, auch als Siva!, 1979)
  - Deutsch: Das verschollene Jahrtausend. Übersetzt von Antonius Linneborn. Michaels-Verlag, Peiting 1998, ISBN 3-89539-292-8.
- Phoenix Ship (1969)
- Gallagher’s Glacier (1970)
- The Probability Corner (1977)
- Phase Two (1979)

Sammlung
- Positive Charge (1970)

Willy Shorts (Kurzgeschichtenserie)
- Shortsite (1964)
- I, BEM (1964)
- Shortstack (1964)
- Shorts Wing (1970)

Kurzgeschichten
- Poppa Needs Shorts (1964)
- The Pie-Duddle Puddle (1964)
- Gallagher’s Glacier (1964)
- M’Lord Is the Shepherd (1965)
- Cows Can’t Eat Grass (1967)
- “If the Sabot Fits … ” (1968)
- Antalogia (1973)